# Línea C-5 (Cercanías Madrid)

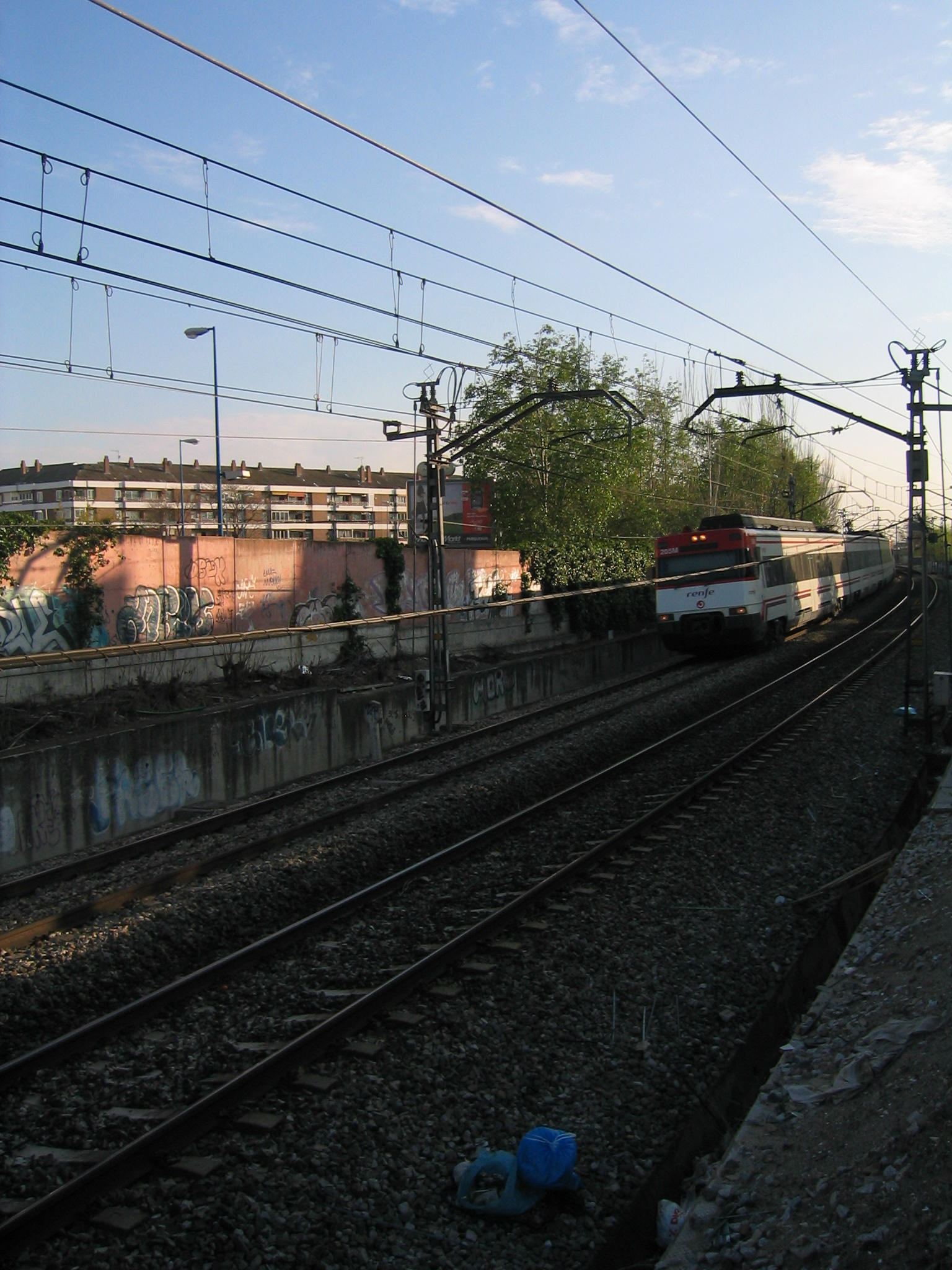
Línea C-5 a su paso por Leganés

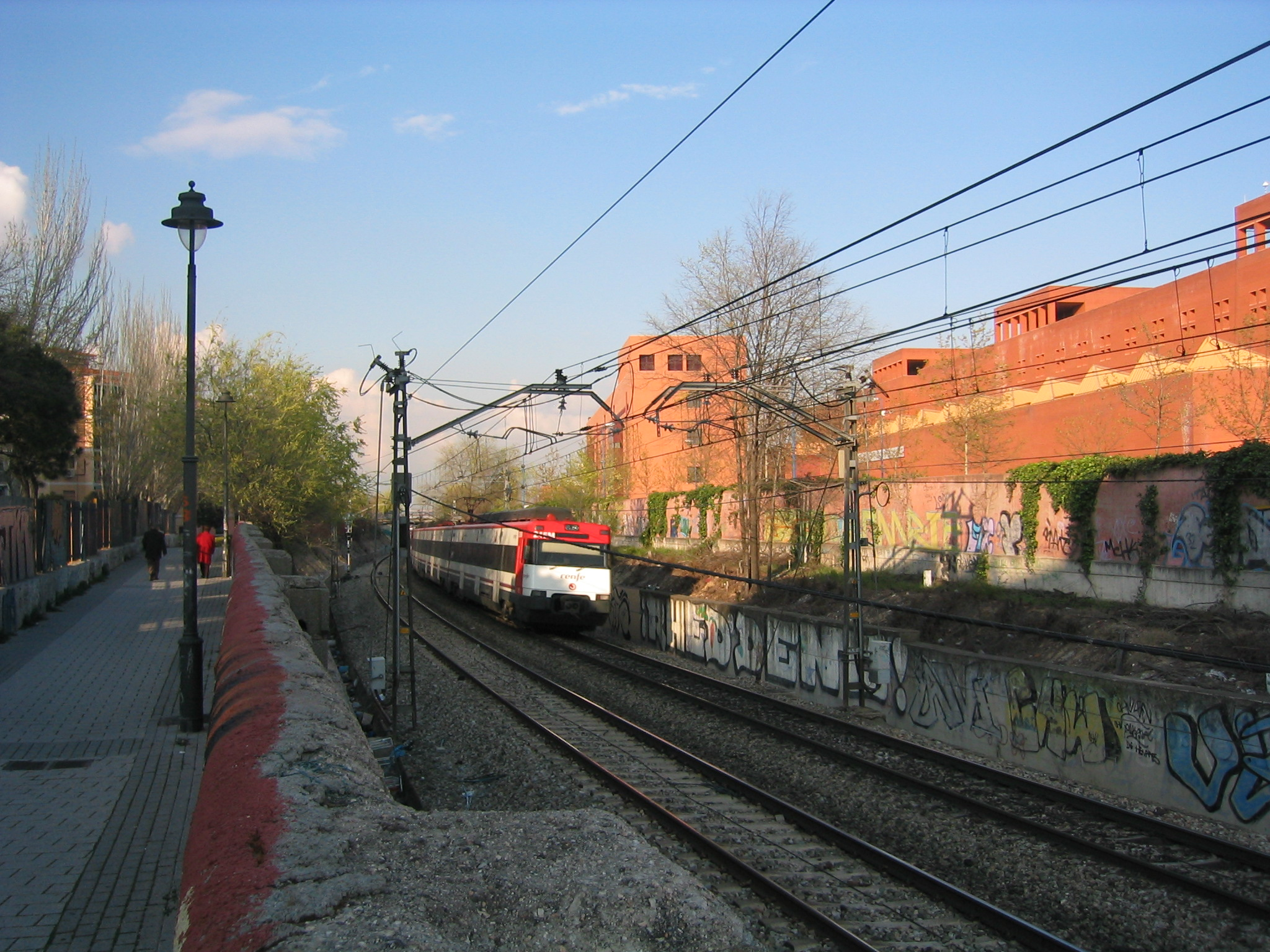
Línea C-5 a su paso por el barrio de San Nicasio en Leganés

La línea C-5 de Cercanías Madrid recorre 45,1 km a lo largo de la Comunidad de Madrid entre las estaciones de Humanes y Móstoles-El Soto pasando por la estación de Atocha. En su recorrido discurre por los municipios de Humanes de Madrid (1 estación), Fuenlabrada (2 estaciones), Leganés (3 estaciones), Madrid (12 estaciones), Alcorcón (3 estaciones) y Móstoles (2 estaciones).

## Historia

### Atocha - Fuenlabrada
La línea C-5 de cercanías discurría en un principio (1980) entre Atocha-Cercanías y Fuenlabrada tras la electrificación del tramo Villaverde Bajo-Fuenlabrada de la línea Madrid-Valencia de Alcántara, siguiendo el mismo recorrido que los trenes regionales y de largo recorrido que iban a Castilla-La Mancha y Extremadura.
En septiembre de 1989 se completó la variante de 9 km entre las estaciones de Villaverde Alto y Atocha-Cercanías que incluía cuatro nuevas estaciones: Puente Alcocer, Orcasitas, Doce de Octubre y Méndez Álvaro, siendo exclusiva para el tráfico de cercanías. Este tramo era el tercer tramo con estaciones subterráneas inaugurado del conjunto de la línea C-5. En él se da servicio a los distritos de Villaverde, Usera y parte de Arganzuela además de crear una nueva conexión con Metro de Madrid. En este momento la cabecera se trasladó a la nueva estación pasante de Atocha Cercanías, recién inaugurada en verano de 1988, pues anteriormente usaba las vías con topera de lo que hoy día es Puerta de Atocha.
En los planos de cercanías de 1989, aparecía como "próxima apertura" una estación llamada Parquesur, entre Zarzaquemada y Villaverde Alto. Finalmente, la estación no se construyó y desapareció poco después de los planos

### Aluche - Móstoles
Por otra parte, a finales de los años 70 se construyó aprovechando parte del trazado de la antigua línea Madrid-Almorox la línea Aluche-Móstoles, abierta al público el 28 de octubre de 1976, que se convirtió en la primera línea de la red de Cercanías Madrid como línea C-6. De esta línea los primeros 2,6 km son en túnel hasta la estación de Cuatro Vientos y los restantes 9,3 km. hasta Móstoles se aprovecha la plataforma del ferrocarril de vía estrecha Madrid-Almorox, adaptándola al ancho de Renfe.
Esta línea carecía de conexión con el resto de la red de Cercanías Madrid, tan sólo con la línea 5 del Metro de Madrid en la estación de Aluche.
El 28 de abril de 1978 se amplió la línea 2 km al sur hasta el barrio de El Soto de Móstoles, a menos de 5 km de Villaviciosa de Odón, por lo que se le puso el nombre de la localidad vecina a la nueva estación, no obstante a partir del 24 de septiembre de 1989 pasó a llamarse Móstoles El Soto, donde se encontraba ubicado el depósito y talleres de la línea, tramo que fue abierto al servicio de viajeros el 27 de abril de 1983.
El 19 de enero de 1985 se amplió el túnel hacia la estación de Laguna casi 2 km, siendo la primera fase de ampliación de esta línea hacia la estación de Atocha para integrarla con el resto de la red. Con esta prolongación se creó el enlace con línea 6 del Metro de Madrid.
El 29 de mayo de 1989 se amplió de nuevo el túnel hasta Embajadores, con una nueva conexión con líneas 3 y 5 de Metro. 
Finalmente, el 30 de septiembre de 1991 se abrió el túnel de 1,4 km entre Embajadores y Atocha, de forma que se unieron ambas partes formando la C-5 entre Fuenlabrada y Estación de Móstoles-El Soto pasando por la estación de Atocha-Cercanías y conexiones con el resto de líneas de Cercanías y línea 1 de Metro.

### Fusión C-5 y C-6: crecimiento conjunto
En 1991 se fundían ambas líneas en una sola que unía Móstoles y Fuenlabrada pasando por Madrid, momento en el que empezó la reforma de los sistemas de señalización para instalar LZB. Además, se destinaron en exclusiva unidades de la serie 446 de Renfe adaptadas a este modo de señalización y más adecuadas para la línea, con estaciones muy próximas entre sí que no permiten al tren alcanzar velocidades superiores a 100 km/h entre estaciones.
En el momento de la fusión, la línea C-5 era la que más conexiones con Metro de Madrid tenía (y lo sigue siendo), y tras desechar el cierre de la misma en anillo entre Fuenlabrada y Móstoles en favor del proyecto de Metrosur, se empezaron a reformar las estaciones de Móstoles, Alcorcón, Cuatro Vientos, Leganés y Fuenlabrada para la correspondencia con la nueva línea de metro. Esto comenzó en 2000-2001 para concluir en abril de 2003 con la apertura de Metrosur.
El 31 de julio de 2002 se inauguró la estación de Las Retamas, al sur de Alcorcón.
En febrero del 2004, la línea se prolongó de Fuenlabrada a Humanes, duplicando y electrificando la línea Madrid-Valencia de Alcántara.
El 22 de mayo de 2004 se inauguró la estación de Parque Polvoranca, al sur de Leganés.
En 2007 se inauguró la reforma de la estación de Villaverde Alto, tras la prolongación a la misma de la línea 3 de Metro.
En verano de 2015 se introdujo en los trenes la megafonía en inglés, al igual que en las demás líneas de Cercanías.
Entre 2017 y 2019, se reformó la estación de San José de Valderas, consistiendo en la reforma y ampliación del paso inferior bajo las vías, instalación de ascensores, construcción de una rampa de acceso y ampliación del Servicio de Atención al Viajero.
Entre 2019 y 2023, se reformaron las estaciones de Orcasitas y Doce de Octubre. En el caso de Orcasitas, obligó a la suspensión del servicio del 7 al 29 de agosto de 2021 en el tramo Villaverde Alto-Doce de Octubre, finalizando los trenes con origen Móstoles en la estación de Atocha. También se dispuso de una lanzadera Atocha-Méndez Álvaro-Doce de Octubre, con una frecuencia de 20 minutos. La reforma consiste, entre otras mejoras, la instalación de ascensores.
En el caso de Doce de Octubre se renovaron los tornos de acceso, se instaló un aseo de pago y se reformó la zona de las escaleras mecánicas que llevaban paradas desde 2017, junto a las de Puente Alcocer, Zarzaquemada, Méndez Álvaro y Atocha.
En octubre de 2022 se renovó la cartelería de las estaciones de Zarzaquemada, Orcasitas, Méndez Álvaro y Atocha.
La estación de Fanjul cambió su nombre en marzo de 2023 por el de Maestra Justa Freire-Polideportivo Aluche.
Durante el fin de semana del 13 al 14 de julio de 2024, se suspendió el servicio entre Villaverde Alto y Atocha debido a obras en la estación de Puerta de Atocha-Almudena Grandes. Durante este periodo, se puso en servicio un servicio sustitutivo de autobuses que cubría las estaciones cerradas (Puente Alcocer, Orcasitas, Doce de Octubre y Méndez Álvaro).
Del 2 al 30 de julio de 2025, se suspendió el servicio entre Villaverde Alto y Embajadores debido a unas obras de la estación de Atocha-Cercanías, de modo que la vía 8 de esta estación, que actualmente es dirección Móstoles, pasará a ser una vía de salida del túnel de Sol (líneas C-3 y C-4), la vía 9 pasó a tener dirección Móstoles y la vía 10 dirección Fuenlabrada y Humanes, permaneciendo cerradas las estaciones de Puente Alcocer, Orcasitas y Doce de Octubre. No se estableció un servicio sustitutivo de autobuses, aunque las líneas de la EMT del entorno (22, 59, 60, 76, 78, 79, 85, 86, 102, 116, 130, 131, 148, C1 y C2) se pudieron usar de forma gratuita con los títulos propios de Cercanías.

## Material móvil
Cuando se creó la línea circularon por ella unidades serie 440 y posteriormente trenes de la serie 446, adaptados a la conducción y señalización LZB.
En el plan de Cercanías Madrid de 2018, se contempló la sustitución de las 446 por trenes Civia 465, dotados de LZB y accesibilidad. 
A finales de abril de 2018, se realizaron pruebas con trenes Civia 464, trasladados del núcleo de Barcelona

## Recorrido
La línea C-5 comienza su recorrido en la estación de Humanes, en el municipio de Humanes de Madrid desde 2004, tras duplicar y electrificar el tramo de la línea Madrid-Talavera entre este municipio y Fuenlabrada.
La línea discurre desde Humanes hacia el norte pasando por Fuenlabrada, donde tiene correspondencia con la línea 12 de Metro en la estación de Fuenlabrada y otra estación al norte del municipio, La Serna-Fuenlabrada (o simplemente, La Serna).
A continuación llega a Leganés, donde tiene tres estaciones: Parque Polvoranca, inaugurada en mayo de 2004 y construida más o menos al mismo tiempo que se construyó la línea 12 de Metro, con la que tiene correspondencia en la siguiente estación; Leganés (Leganés Central para metro); y finalmente, al norte del municipio tiene la estación de Zarzaquemada.
A continuación entra en Madrid por el distrito de Villaverde, donde tiene las estaciones de Villaverde Alto, (correspondencia con las líneas C-4 de Cercanías y 3 de Metro) y Puente Alcocer, donde la línea ya va soterrada.
Ya en el distrito de Usera, efectúa parada en Orcasitas y Doce de Octubre. Una vez pasada esta estación (que presta servicio al hospital y al barrio de Almendrales) vuelve a superficie y entra en el distrito de Arganzuela. Al atravesar el río Manzanares y la M-30 elevada sobre un puente, vuelve a meterse bajo tierra y efectúa parada en Méndez Álvaro, donde tiene correspondencia con la línea C-10 de Cercanías, la línea 6 de Metro y la Estación Sur de Autobuses, cabecera de líneas interurbanas, interregionales e internacionales.
Tras Méndez Álvaro llega a Atocha-Cercanías (correspondencia con todas las líneas de Cercanías (excepto la C-1 y la C-9) y la línea 1 de Metro), la cual atraviesa de sur a norte situándose en las vías situadas al oeste de la estación de cercanías (9 y 10) y entra por un túnel subterráneo bajo la Ronda de Atocha y la Ronda de Valencia para enfilar hacia el suroeste de Madrid.
Las siguientes estaciones dentro de Madrid son subterráneas, Embajadores (correspondencia con las líneas 3 y 5 de Metro) bajo la glorieta homónima, Laguna (correspondencia con la línea 6 de Metro) en el distrito de Latina, el cual recorre hasta salir de Madrid efectuando 4 paradas más en Aluche (correspondencia con la línea 5 de Metro), Maestra Justa Freire-Polideportivo Aluche, Las Águilas y Cuatro Vientos (correspondencia con la línea 10 de Metro). Justo llegando a esta última estación de Madrid la línea va en superficie hasta el final.
Las siguientes estaciones ya al suroeste de la Comunidad de Madrid se ubican en los municipios de Alcorcón y Móstoles. La primera al norte de Alcorcón es San José de Valderas, que da servicio al barrio y al centro comercial del mismo nombre. Después se encuentra la estación de Alcorcón, con correspondencia con la línea 12 de Metro (Alcorcón Central para metro) y tras esta estación la vía se ubica en un terraplén en el centro de la Avenida de Móstoles enfilando al suroeste. Antes de salir de Alcorcón tiene una estación, Las Retamas, en servicio desde verano de 2002, que da servicio al barrio de Parque Oeste principalmente y al X-Madrid y el Parque Comercial de Parque Oeste.
Finalmente llega a Móstoles, donde tiene parada en la estación de Móstoles, con correspondencia de nuevo con la línea 12 de Metro (Móstoles Central para metro), y finalmente enfila hacia el barrio de El Soto, situado al oeste de Móstoles, donde finaliza su recorrido.

## Frecuencias
Cabe señalar que, a diferencia del resto de la red, la línea C-5 tiene frecuencias similares a las líneas de Metro de Madrid, con estaciones más próximas entre sí que en el resto de líneas y un sistema de señalización y supervisión en la conducción peculiar, el LZB.
Las frecuencias en la hora punta de la mañana son de 4 minutos y en la de la tarde de 6 minutos. En las horas valle y los fines de semana y festivos, la frecuencia es de 10 minutos. La mitad de los trenes finaliza o inicia su recorrido en la estación de Fuenlabrada, siendo la frecuencia en el tramo Fuenlabrada-Humanes la mitad que en el resto de la línea. Hay algunos trenes (principalmente el primero o el último del servicio) que finalizan recorrido en la estación de Atocha y no continúan a Móstoles.

## Estaciones
| Estación                                  | Acc. | Enlaces                                        | Apertura                 | Distrito                                | Municipio         | Notas                                                                                             |
| ----------------------------------------- | ---- | ---------------------------------------------- | ------------------------ | --------------------------------------- | ----------------- | ------------------------------------------------------------------------------------------------- |
| Humanes                                   |      | AVE, Larga Distancia y Media Distancia (Renfe) | 28 de febrero de 2004    | Humanes de Madrid                       | Humanes de Madrid | Inaugurada en 20 de junio de 1876 y reubicada en 2004. La mitad de trenes llegan a esta estación. |
| Fuenlabrada                               |      | AVE, Larga Distancia y Media Distancia (Renfe) | 20 de junio de 1876      | Centro-Arroyo-La Fuente Cerro-El Molino | Fuenlabrada       | La mitad de los trenes finalizan su recorrido en esta estación.                                   |
| La Serna                                  |      |                                                | 27 de abril de 1983      | La Serna-El Naranjo Avanzada-La Cueva   | Fuenlabrada       | También conocida como La Serna-Fuenlabrada                                                        |
| Parque Polvoranca                         |      |                                                | 10 de junio de 2004      | Arroyo Culebro                          | Leganés           |                                                                                                   |
| Leganés                                   |      | AVE, Larga Distancia y Media Distancia (Renfe) | 20 de junio de 1876      | Centro/Vírgenes                         | Leganés           |                                                                                                   |
| Zarzaquemada                              |      |                                                | 21 de mayo de 1982       | Zarzaquemada El Carrascal               | Leganés           |                                                                                                   |
| Villaverde Alto                           |      |                                                | 3 de febrero de 1879     | Villaverde                              | Madrid            |                                                                                                   |
| Puente Alcocer                            |      |                                                | 24 de septiembre de 1989 | Villaverde                              | Madrid            |                                                                                                   |
| Orcasitas                                 |      |                                                | 24 de septiembre de 1989 | Usera                                   | Madrid            |                                                                                                   |
| Doce de Octubre                           |      |                                                | 24 de septiembre de 1989 | Usera                                   | Madrid            |                                                                                                   |
| Méndez Álvaro                             |      |                                                | 24 de septiembre de 1989 | Arganzuela                              | Madrid            |                                                                                                   |
| Atocha                                    |      | AVE, Larga Distancia y Media Distancia (Renfe) | 27 de julio de 1988      | Arganzuela                              | Madrid            |                                                                                                   |
| Embajadores                               |      |                                                | 28 de mayo de 1989       | Arganzuela                              | Madrid            |                                                                                                   |
| Laguna                                    |      |                                                | 19 de enero de 1984      | Latina                                  | Madrid            |                                                                                                   |
| Aluche                                    |      |                                                | 29 de octubre de 1976    | Latina                                  | Madrid            |                                                                                                   |
| Maestra Justa Freire-Polideportivo Aluche |      |                                                | 29 de octubre de 1976    | Latina                                  | Madrid            | Anteriormente Fanjul (1976-2023)                                                                  |
| Las Águilas                               |      |                                                | 29 de octubre de 1976    | Latina                                  | Madrid            |                                                                                                   |
| Cuatro Vientos                            |      |                                                | 29 de octubre de 1976    | Latina                                  | Madrid            |                                                                                                   |
| San José de Valderas                      |      |                                                | 29 de octubre de 1976    | Norte                                   | Alcorcón          |                                                                                                   |
| Alcorcón                                  |      |                                                | 29 de octubre de 1976    | Casco Antiguo                           | Alcorcón          |                                                                                                   |
| Las Retamas                               |      |                                                | 31 de julio de 2002      | Casco Antiguo Ensanche Sur              | Alcorcón          |                                                                                                   |
| Móstoles                                  |      |                                                | 29 de octubre de 1976    | Norte-Universidad                       | Móstoles          |                                                                                                   |
| Móstoles-El Soto                          |      |                                                | 28 de abril de 1978      | Norte-Universidad                       | Móstoles          | Anteriormente Villaviciosa de Odón (1978-1989)                                                    |

## Futuro
En 2021 la Comunidad de Madrid propuso ceder al Ministerio de Transporte las obras que llevaban el tren de Móstoles hasta Navalcarnero, las cuales llevaban paralizadas desde 2010.
Por el otro extremo se prolongará la línea hasta Illescas aprovechando la línea Madrid-Valencia de Alcántara que se electrificaría a 3000vcc hasta ésta. A partir de Illescas y hasta Talayuela, seguirá la electrifiación pero a 25000vcc para la circulación de trenes de Larga Distancia. Hasta que esto ocurra, se han anunciado unos nuevos "servicios de proximidad" que comenzaron a operar en abril de 2023, este servicio une Fuenlabrada e Illescas y con parada en Humanes como preludio a esta ampliación hasta que se electrifique el tramo. 
Se prevé la instalación de ERTMS N2 en sustitución del LZB, y la prolongación de los andenes de todas las estaciones y apeaderos de la línea comprendidos entre Embajadores y Móstoles-El Soto hasta los 200 metros, para que se puedan sustituir los trenes actuales por los nuevos de la serie 453.[cita requerida]
También está prevista la reforma de las estaciones de Puente Alcocer, Doce de Octubre, Méndez Álvaro, Laguna, Aluche, Maestra Justa Freire-Polideportivo Aluche, Las Águilas y Móstoles-El Soto.